# Civilization II: Test of Time
A Civilization II: Test of Time egy körökre osztott stratégiai játék, melyet a MicroProse fejlesztett és a Hasbro Interactive adott ki 1999-ben. Az 1996-os Civilization II remake-je, amelyet a Sid Meier's Alpha Centauri ellenében adtak ki. A játék fő újításai a vadonatúj térképek voltak, illetve két új kampánymód, egy sci-fi és egy fantasy.

## Fejlesztése
Az 1990-es évek végére különféle jogi bonyodalmak merültek fel a Civilization név használata kapcsán. 1999-ben az Activision kiadta saját, Civilization: Call To Power című játékát, amely egy klón volt, csak annyival több, hogy továbbvitte a játékot az űr, illetve az óceánok kolonizálása felé. A MicroProse perre ment, és végül megegyezés köttetett a felek között: az Activision készíthetett újabb Call To Power-játékokat, de a Civilization nevet el kellett hagyniuk. A MicroProse válasza a Test of Time kiadása volt, amely a Call To Power-hez hasonlóan szerepeltette az űr kolonizációját, a sci-fit és a fantasyt.

## Játékmenet
A játék része volt a régi Civilization II kampánya, néhány apróbb változtatással. Grafikailag teljesen megújult a játék: feljavításra kerültek a régi textúrák és immár animáltak voltak az egységikonok. Bekerült az eredeti kampány folytatásának lehetősége, amelyben szerepet kaptak az Alpha Centauri rendszerben élő idegenek, mint újabb civilizáció. Ebben a játékmódban nem ért véget a játék az űrhajó felépítésével, hanem egy új technológiai fa vált elérhetővé, hasonlóvá téve ezzel a játékot a Sid Meier's Alpha Centauri-hoz. Megmaradtak a játékban a barbárok is, akik koroktól függően lehettek vallási fanatikusok vagy gerillák is.
Az újonnan bekerült sci-fi kampány egy fiktív csillagrendszerben, a Lalande 21185 csillag körüli bolygókon játszódik. A történet szerint az emberek, és egy másik faj, akiket csak non-humánoknak neveznek, kényszerleszállást hajtanak végre a második bolygón, melynek Funestis a neve. A két faj felveszi a kapcsolatot egymással, majd három másik különböző pályán is szerepelnek. Az első a Funestis körül keringő platformokon játszódik, a második a Naumachia nevű sziklabolygón, a harmadik a gázóriás Nona körül. A győzelem elérhető úgy, hogy felépítünk egy űrhajót, amellyel visszatérhetünk a Földre, vagy építünk egy kvantumkaput ugyanebből a célból, de meg is hódíthatjuk a csillagrendszert.
A fantasy kampány a skandináv mitológián alapul és négy pályát tartalmaz: a felszíni világot, az alvilágot, a felhők közti világot és a tenger alattit. Hét faj szerepel és mindegyik más szinten kezd: a tündék, a sellők, a koboldok, az élőhalottak, a madáremberek mellett szerepelnek a középkori emberek és a nomád ázsiai népekre emlékeztető Hűtlenek. A felszíni világ valamennyi játszható faj számára elérhető, azonban ahhoz, hogy eljussanak a többiekhez és más szintekre is, fejlődniük kell. Ezt a játékmódot háromféleképpen lehet megnyerni: egy különleges ostromgép felépítésével, Bifröszt felfedezésével, vagy a teljes világ meghódításával.
A fantasy kampány a Midgard scenarióból nőtt ki. Ezen a pályán egy Volsang nevű varázsló mágikus béklyók alóli kiszabadulásától retteg a világ. Eleinte ez még senkinek nem tűnik fel, ám Volsang seregei előbb a Hűtleneket igázzák le gyorsan sokasodó armadáikkal, majd később szép lassan mindenkit. Ez a scenario elvileg megnyerhető oly módon is, hogy tíz, a játékban megtalálható küldetést teljesít a játékos, azonban ez egy bug miatt nem lehetséges.

## Fogadtatás
Újításai ellenére is vegyes fogadtatásra lelt a játék. Az összpontszámok alapján is csak átlagos eredményt ért el a GameRankings-en. Más kritikák szerint az eredetihez képest előrelépés, de inkább a sorozat új epizódját várták